# Larsen Touré
Pour les articles homonymes, voir Touré.
Larsen Touré, né le 20 juillet 1984, est un footballeur international guinéen évoluant au poste d'attaquant. Son père, Mady Touré, était lui aussi un footballeur professionnel.

## Biographie

### Carrière en club
Il débute en 2003 dans le Nord, à Tourcoing, à 19 ans.
Il est alors repéré par le LOSC de Claude Puel et y signe son premier contrat professionnel à 21 ans, en juillet 2005, après une saison avec l'équipe réserve. Dès la saison suivante, il est prêté au FC Gueugnon en Ligue 2 où il réussira à se faire remarquer en inscrivant notamment 5 buts en 28 matchs. 
De retour de prêt au LOSC, il n'a pas le niveau pour s'imposer au sein de l'équipe première et sera donc de nouveau prêté en Ligue 2 pendant le mercato d'hiver au GF38. Il inscrivit 3 buts pour 14 participations et goutera la joie de la montée du club en Ligue 1.
De nouveau de retour au LOSC, même résultats, même conséquences : il est une nouvelle fois prêté à Grenoble. Il fera moins bien que sa saison précédente au GF38.
Le maintien de Grenoble en Ligue 1 en poche, il retrouve lors de la saison 2009-2010 le stade de Villeneuve-D'Ascq en rentrant en cours de jeu, en tant que remplaçant. Il ne dispute alors que 14 matches (une titularisation) en championnat avec Lille. Il marque son premier but sous les couleurs lilloises (son deuxième buts en Ligue 1) lors de la 30e journée face à Montpellier (4-1).
La blessure de Gervinho lui permet notamment d'entrer en tant que remplaçant face à Liverpool en Ligue Europa.
Alors qu'il intéresse Brest depuis plusieurs mois, il est transféré au Stade brestois en août 2010, avec un contrat de trois ans, pour un montant estimé à 200 000 euros.
Blessé à de nombreuses reprises, il évolue comme ailier droit avec Alex Dupont puis Landry Chauvin. Il se montre irrégulier dans ses performances mais réalise quelques bonnes prestations, qui lui permettent d'obtenir par moments une place de titulaire Il est notamment en concurrence avec Romain Poyet lors de ses deux premières saisons à Brest. En mai 2011, il inscrit un but déterminant pour le maintien du Stade brestois en Ligue 1, permettant une victoire à l'extérieur contre l'AJ Auxerre 0-1. Il se distingue en novembre 2012 en revêtant le masque de Obito Uchiha après un but face au SC Bastia. Il inscrit son premier doublé en Ligue 1 lors de ce même match.
En septembre 2013, il s'engage en faveur du PFK Levski Sofia pour une durée de deux ans. Pourtant, à l'été suivant, il rejoint, libre, l'AC Arles-Avignon, en Ligue 2. Libre de tout contrat il s'engage avec l'équipe d'Ipswich Town. De nouveau libre durant l'été 2016, il effectue des tests avec Clermont (Ligue 2) mais il n'est pas retenu.

### Sélection nationale
Il participe avec l'équipe de Guinée à deux matchs des éliminatoires pour la coupe du monde 2010 et pour la CAN 2010,, à un match éliminatoire de la CAN 2012 et à des matchs amicaux.

## Statistiques
| Saison                | Club                  | Championnat           | Championnat | Championnat | Coupe nationale | Coupe nationale | Coupe de la Ligue | Coupe de la Ligue | Compétition(s) continentale(s) | Compétition(s) continentale(s) | Compétition(s) continentale(s) | Total | Total |
| Saison                | Club                  | Division              | M.          | B.          | M.              | B.              | M.                | B.                | Comp.                          | M.                             | B.                             | M.    | B.    |
| 2005-2006             | Lille OSC             | Ligue 1               | 2           | 0           | 1               | 0               | 0                 | 0                 | C1+C3                          | 0+0                            | 0+0                            | 3     | 0     |
| 2006-2007             | FC Gueugnon (prêt)    | Ligue 2               | 28          | 5           | 2               | 0               | 1                 | 0                 | -                              | -                              | -                              | 31    | 5     |
| Sous-total            | Sous-total            | Sous-total            | 28          | 5           | 2               | 0               | 1                 | 0                 | -                              | 0                              | 0                              | 31    | 5     |
| 2007-2008             | Lille OSC             | Ligue 1               | 9           | 0           | 0               | 0               | 1                 | 0                 | -                              | -                              | -                              | 10    | 0     |
| 2008-2009             | Lille OSC             | Ligue 1               | 3           | 0           | -               | -               | -                 | -                 | -                              | -                              | -                              | 3     | 0     |
| 2009-2010             | Lille OSC             | Ligue 1               | 14          | 1           | 1               | 0               | 2                 | 0                 | C3                             | 7                              | 0                              | 24    | 1     |
| Sous-total            | Sous-total            | Sous-total            | 28          | 1           | 2               | 0               | 3                 | 0                 | -                              | 7                              | 0                              | 40    | 1     |
| 2007-2008             | Grenoble Foot (prêt)  | Ligue 2               | 14          | 3           | -               | -               | -                 | -                 | -                              | -                              | -                              | 14    | 3     |
| 2008-2009             | Grenoble Foot (prêt)  | Ligue 1               | 14          | 1           | 5               | 1               | 1                 | 0                 | -                              | -                              | -                              | 20    | 2     |
| Sous-total            | Sous-total            | Sous-total            | 28          | 4           | 5               | 1               | 1                 | 0                 | -                              | 0                              | 0                              | 34    | 5     |
| 2010-2011             | Stade brestois 29     | Ligue 1               | 22          | 4           | 1               | 0               | 1                 | 0                 | -                              | -                              | -                              | 24    | 4     |
| 2011-2012             | Stade brestois 29     | Ligue 1               | 11          | 1           | 1               | 0               | 0                 | 0                 | -                              | -                              | -                              | 12    | 1     |
| 2012-2013             | Stade brestois 29     | Ligue 1               | 19          | 2           | 1               | 0               | 1                 | 0                 | -                              | -                              | -                              | 21    | 2     |
| Sous-total            | Sous-total            | Sous-total            | 52          | 7           | 3               | 0               | 2                 | 0                 | -                              | 0                              | 0                              | 57    | 7     |
| 2013-2014             | PFK Levski Sofia      | Ligue A               | 19          | 4           | 4               | 0               | -                 | -                 | -                              | -                              | -                              | 23    | 4     |
| 2014-2015             | AC Arles-Avignon      | Ligue 2               | 24          | 5           | 1               | 0               | 3                 | 0                 | -                              | -                              | -                              | 28    | 5     |
| Total sur la carrière | Total sur la carrière | Total sur la carrière | 179         | 26          | 17              | 1               | 10                | 0                 | -                              | 7                              | 0                              | 213   | 27    |